# Bisaltes strandi
Bisaltes strandi är en skalbaggsart som beskrevs av Stefan von Breuning 1940. Bisaltes strandi ingår i släktet Bisaltes och familjen långhorningar. Inga underarter finns listade.